# Sardas
Sardas (Sardás en aragonés) es una localidad y antiguo municipio de España, actualmente perteneciente al municipio de Sabiñánigo, en la comarca del Alto Gállego, provincia de Huesca, Aragón. 

### Organización municipal
Como municipio formaban parte, además de la localidad de Sardas, los lugares de Allué, Isún de Basa, Latas, Osán, Puente de Sardas, San Román de Basa y Satué. En 1951 todos ellos se incorporaron al de Sabiñánigo.

## Toponimia
En la documentación medieval aparece citado como Sardas, Sardasa. Sardassa y Sardaso.

## Geografía humana

### Demografía
| 49         | 49 | 38 |
| (Fuente: ) |    |    |

| Gráfica de evolución demográfica de Sardas entre 1842 y 1950 |
| |
| Población de derecho según los censos de población del INE Población de hecho según los censos de población del INEEntre el censo de 1857 y el anterior, crece el término del municipio porque incorpora a 225005 (Allué), 225132 (Isún de Basa), 225147 (Latas), 225186 (Osan), 225229 (San Román de Jaca) Entre el censo de 1960 y el anterior, este municipio desaparece porque se integra en el municipio 22199 (Sabiñánigo) |

A mediados del siglo XIX rondaba los 90 habitantes. La emigración del campo a la ciudad de mediados del XX mermó notablemente su población y, por este motivo, en 1980 tenía 57 habitantes, que en 1991 se redujeron a 40, cifra aproximada que mantiene en la actualidad.
Su proximidad a Sabiñánigo, entre otros motivos, ha facilitado en el siglo XXI la construcción de viviendas de recreo, casas rurales y establecimientos de hostelería. 

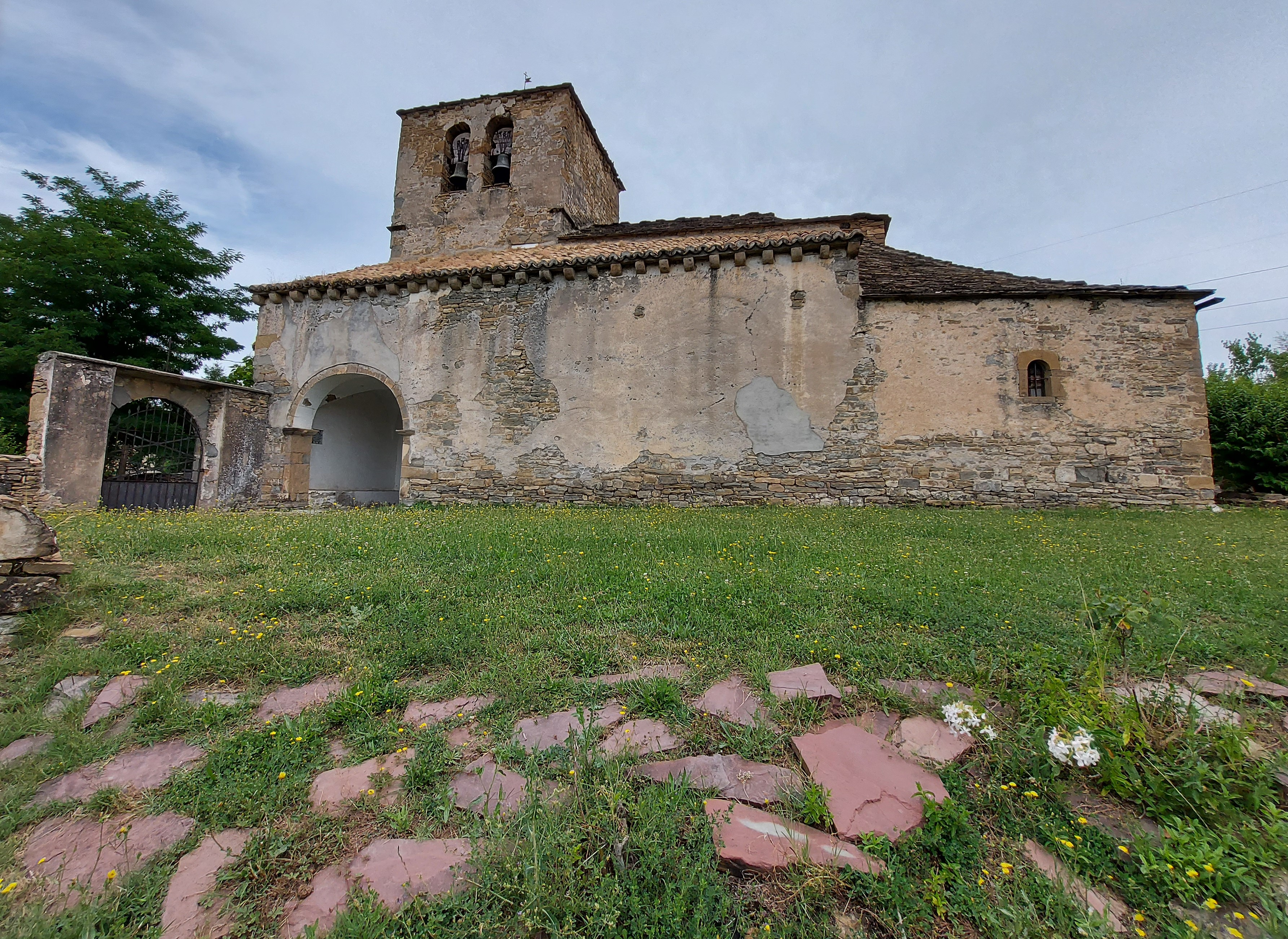
Parroquia de Sardas

## Economía y sociedad en elsigloXIX
El Diccionario de Pascual Madoz, publicado a mediados del siglo XIX, daba cuenta de que "El clima es frío; sus enfermedades más comunes son tercianas y dolores de costado. Tiene 44 casas, la consistorial y la cárcel. Escuela de primeras letras [...] y buenas aguas potables [...] El terreno es de secano y de buena calidad [...] Produce trigo, maíz, avena, judías y patatas; cría ganados y caza perdices y conejos".

## Patrimonio arquitectónico

### Iglesia de Sardas

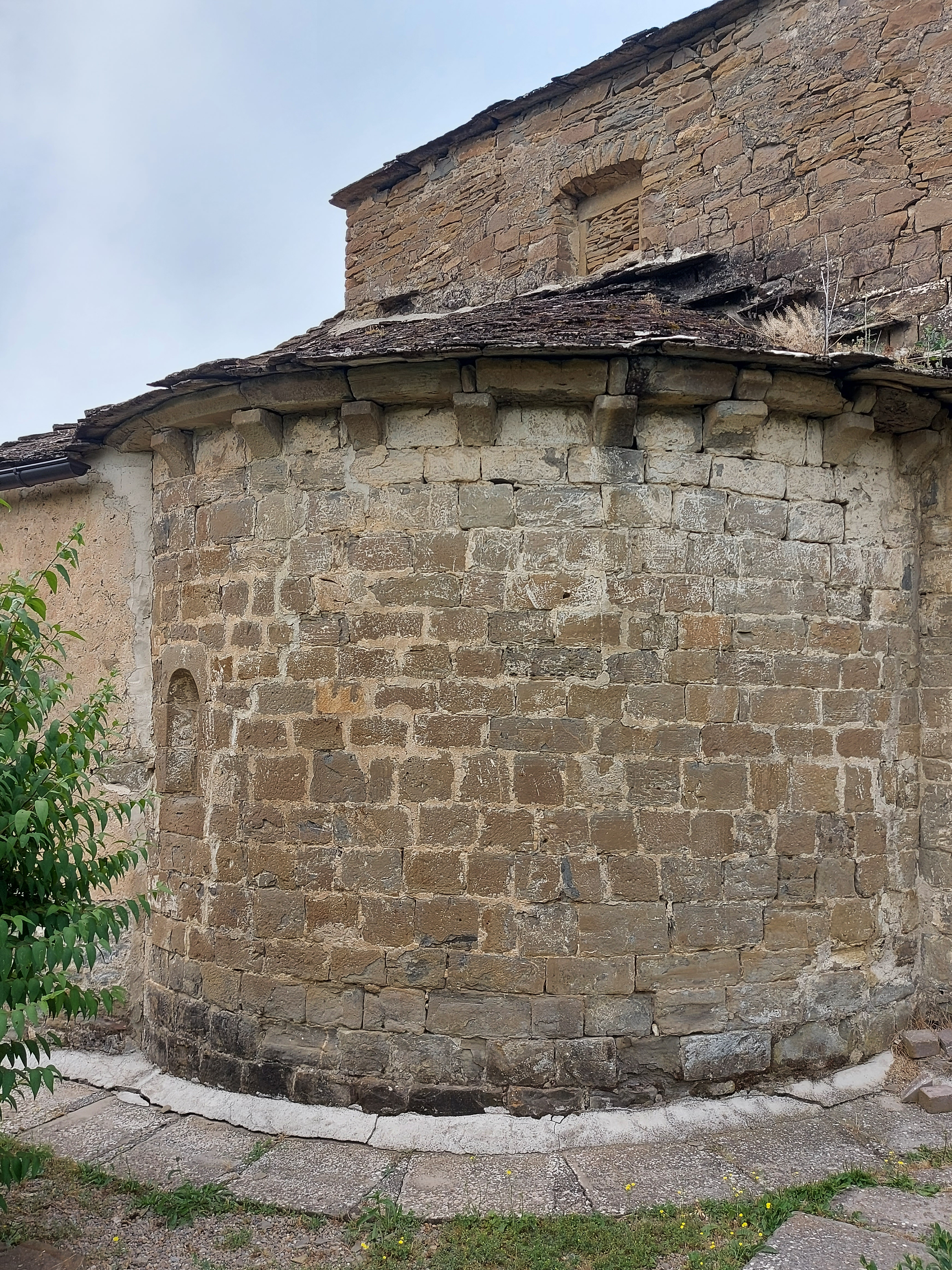
Ábside románico

De la primitiva iglesia románica, fechada en el siglo XII, se conservan el ábside semicircular, que tiene una ventana en el centro con arco abocinado de medio punto, y el presbiterio, que se cubre con bóveda de cañón. El ábside carece de motivos decorativos, si bien en la cornisa aparecen canecillos lisos. El conjunto está construido con sillares bien trabajados, pero recientemente se han rejuntado con mortero de manera tosca. La mitad sur del ábside está oculta por la sacristía, de planta irregular, que se construyó en el siglo XVII. En la sacristía se conserva un capitel románico con volutas y cabecillas en las esquinas de factura tosca.
El resto del edificio corresponde a una ampliación del siglo XVII con sillarejo. Se construyeron dos naves laterales, donde se ubican cuatro capillas, la sacristía y la torre al pie de edificio. Al inicio de la nave se encuentra el coro elevado. La bóveda es de lunetos. El interior está decorado con pinturas populares de estilo barroco con motivos ornamentales y arquitectónicos. Su altura es superior a la de la iglesia primitiva románica. La cubierta es de losa, como era habitual en las construcciones del entorno.
Se conservan la pila bautismal y la del agua bendita.
El retablo principal es barroco, policromado y dorado. Tiene tres calles separadas por columnas salomónicas. El ático es semicircular, de manera que oculta por completo la bóveda de cuarto de esfera que tuvo el ábside. En los laterales se advierten rastros de pintura mural que podría ser medieval.

### Lavadero

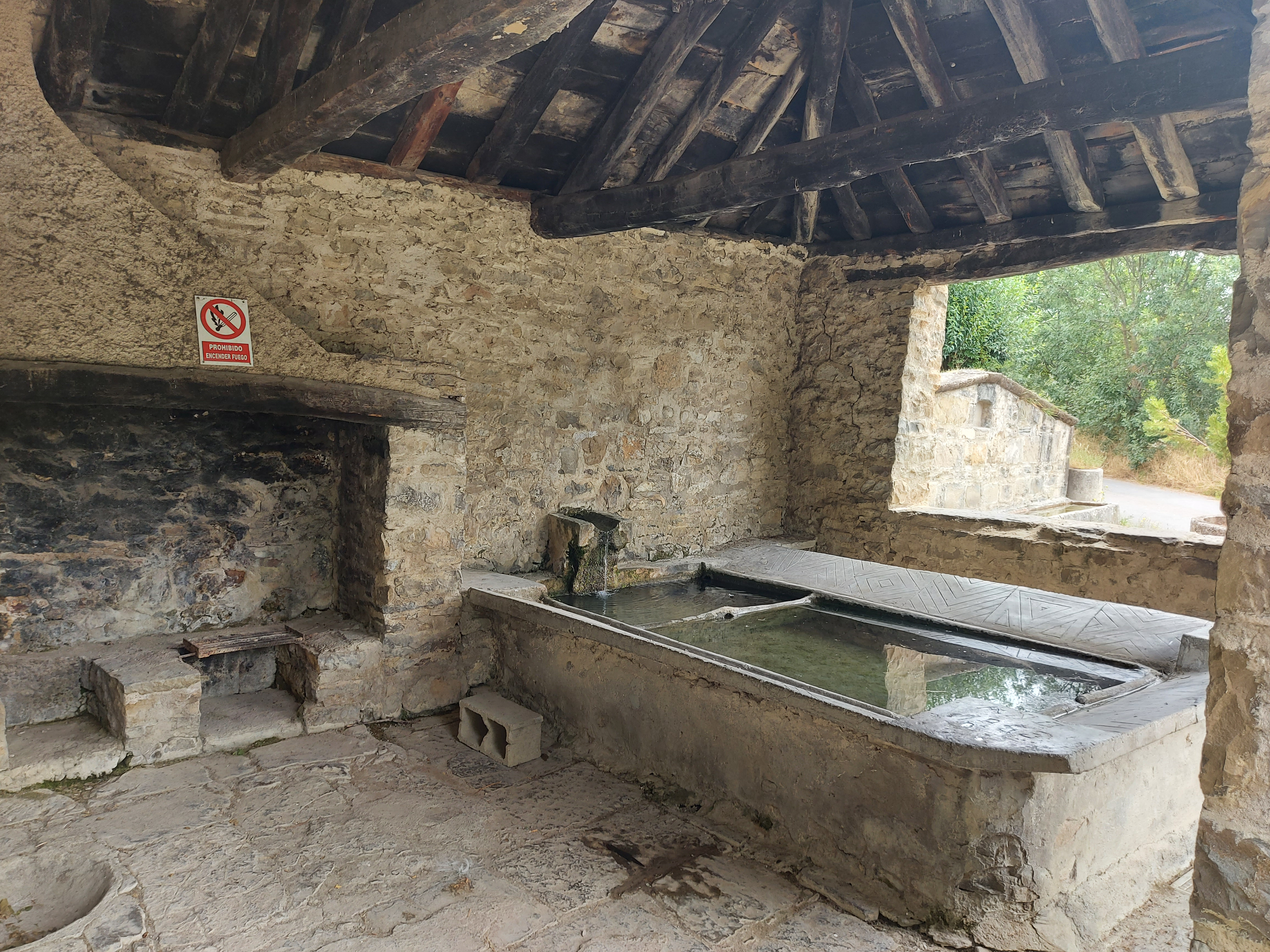
Lavadero y hogar

Tiene planta rectangular y cubierta de losas a cuatro aguas. Se accede por el lado sur por dos arcos rebajados; en el lado este se abre un vano de grandes dimensiones. Tiene pila para la limpieza de la ropa, dividida en dos secciones: una para lavar y la otra para aclarar. Esta es accesible por tres lados, ya que apoya en el muro norte de donde sale el agua. La otra mitad de espacio construido corresponde a un hogar con chimenea de campana en el que se calentaría el agua para hacer la "colada". 
A la derecha, al aire libre, se encuentran la fuente y abrevadero. La pila es rectangular, el frente triangular y aquí, en una hornacina, se lee la fecha de 1911.

### Otros lugares de interés
- Crucero. Tiene base de mampostería, fuste circular y cruz con la imagen del Crucificado.
- Pozo de Casa Balaguer.
- Pozo de Casa Bergua y Casa Estaún.
- Ermita de San Pedro. Se encuentra en ruinas, a dos kilómetros del pueblo

## Galería de imágenes

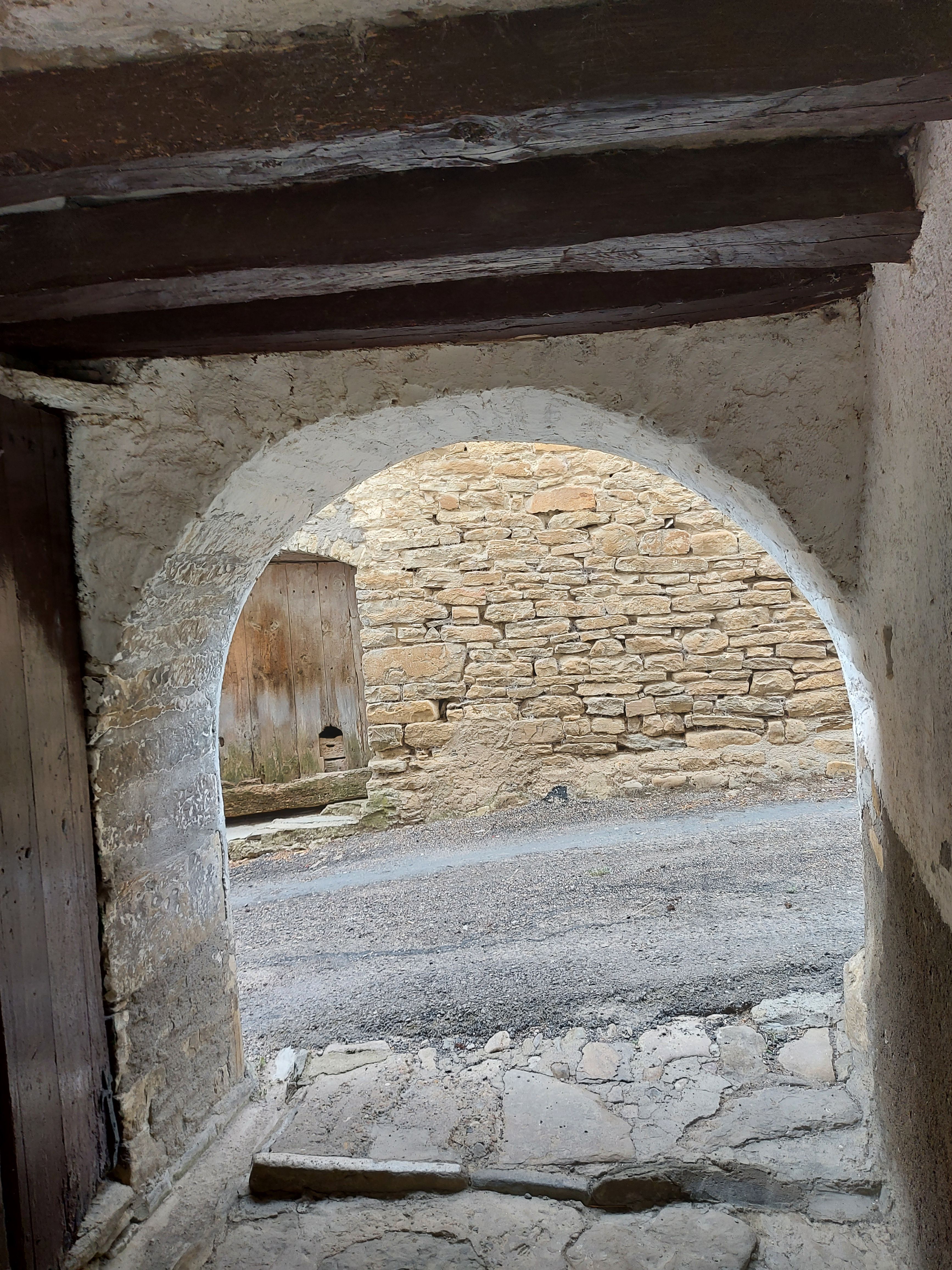
Callejón
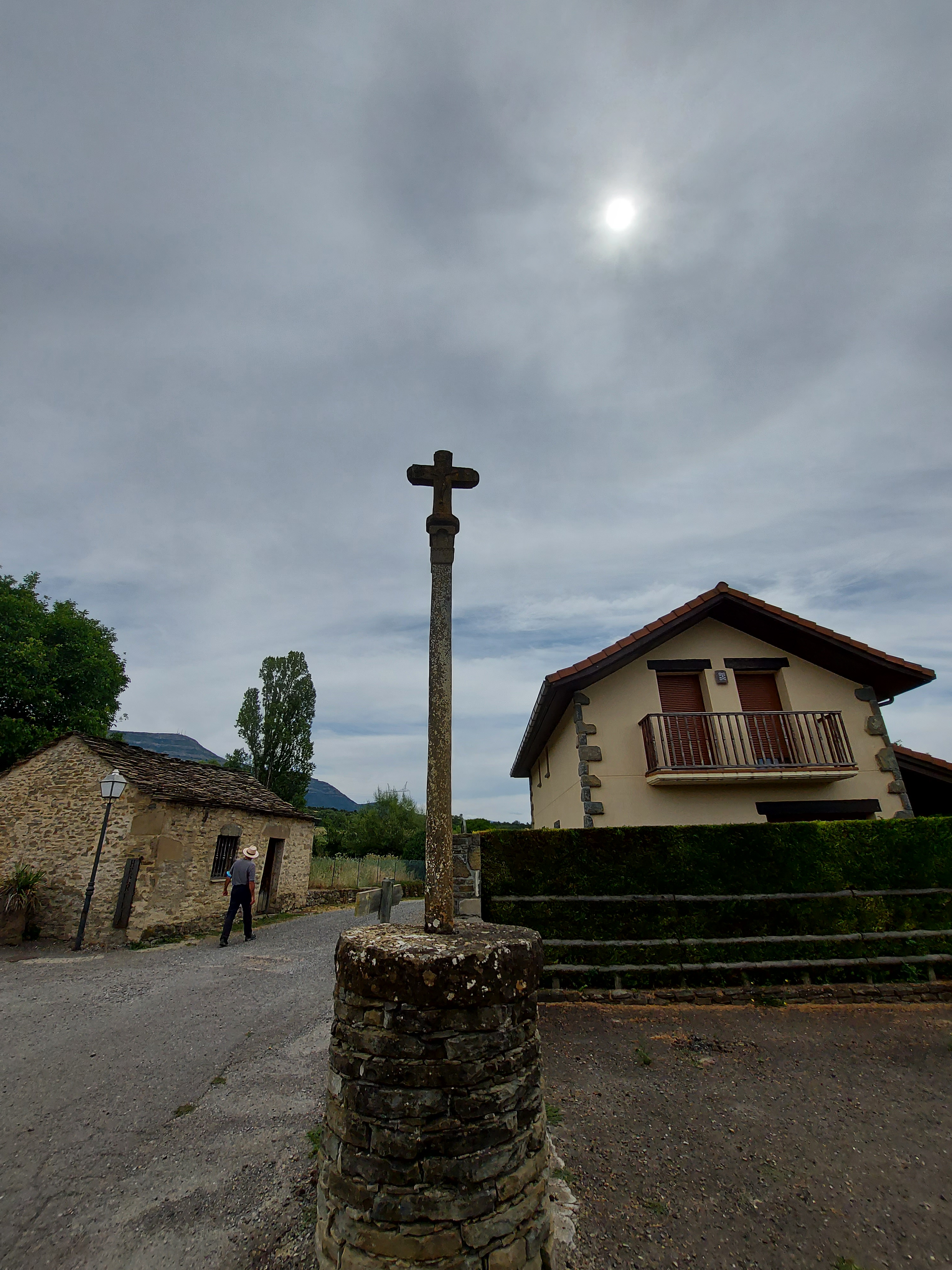
Crucero
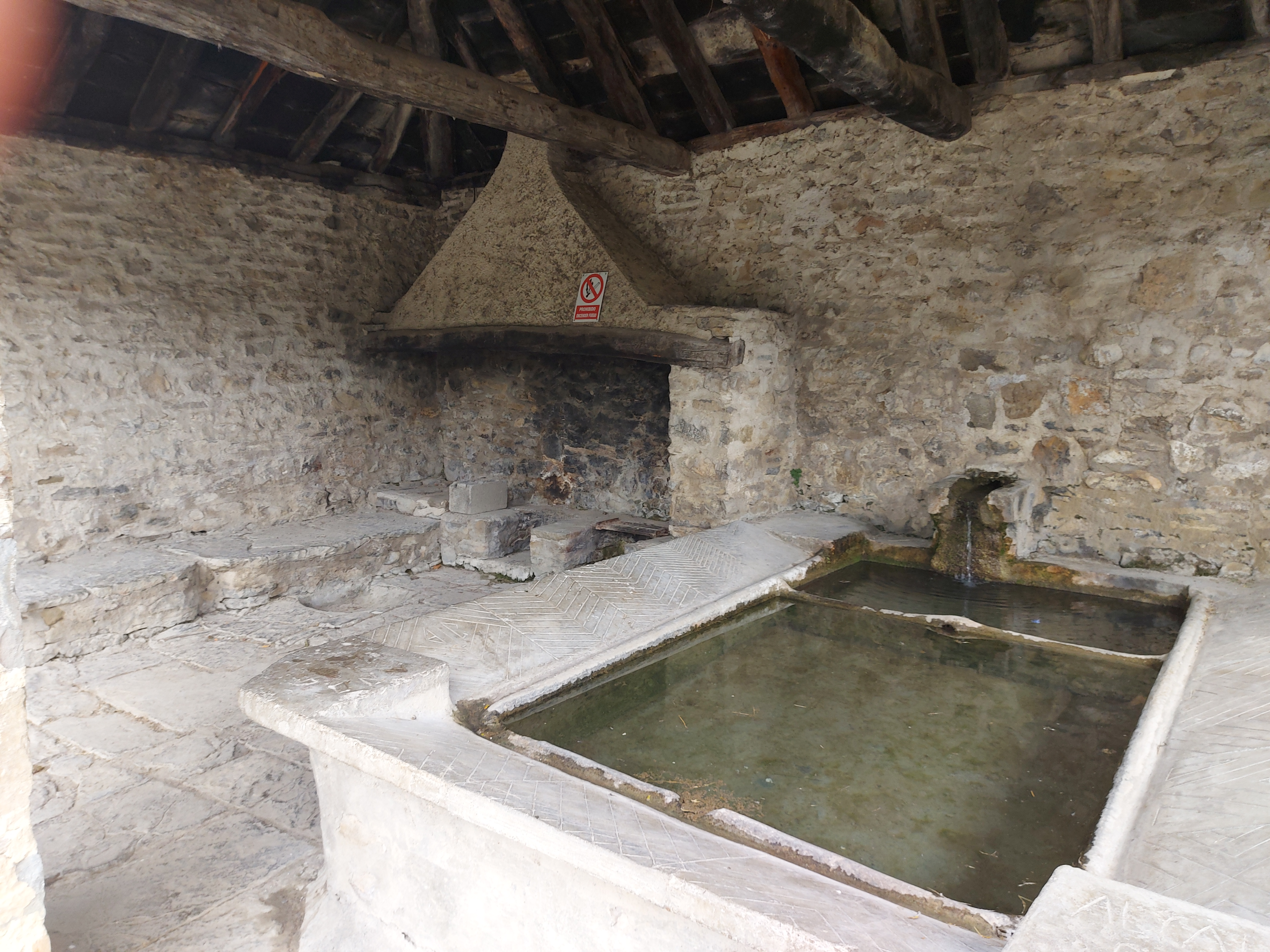
Lavadero
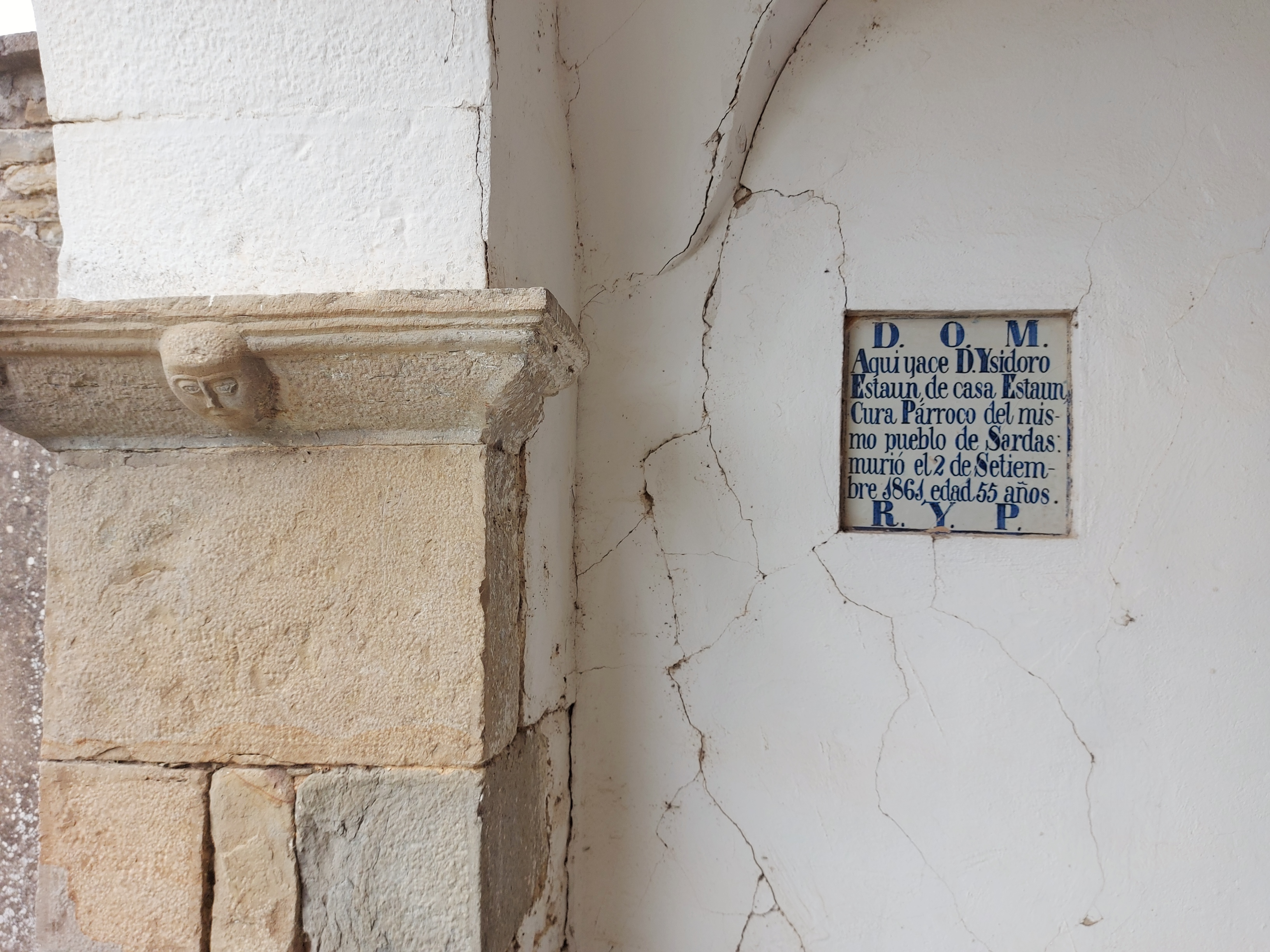
Inscripción en el porche de la parroquia